# Tri Martolod
Tri Martolod (Bretons voor "Drie matrozen") of Tri Martolod Yaouank (Bretons voor "Drie jonge matrozen") is een 18de-eeuws Bretons visserslied. Het werd bekend dankzij een adaptatie door de Franse harpist Alan Stivell in de jaren 70. Het inspireerde tientallen andere bands en soloartiesten uit verscheidene andere genres het lied te coveren of te gebruiken als sample. De bekendste van die covers is La Tribu de Dana van Manau.

## Betekenis
Tri Martolod vertelt het verhaal van drie matrozen die door een storm in Newfoundland verzeilden waar ze een dienster ontmoetten.

## Tekst
Tri martolod yaouank,
la la la, la la la la
Tri martolod yaouank o vonet da veajiñ
O vonet da veajiñ, gê!
O vonet da veajiñ
Gant 'n avel bet kaset
la la la
Gant 'n avel bet kaset beteg an Douar Nevez
Beteg an Douar Nevez, gê!
Beteg an Douar Nevez
E-kichen Mein ar Veilh
la la la
E-kichen Mein ar Veilh o deus mouilhet o oerioù
O deus mouilhet o oerioù, gê!
O deus mouilhet o oerioù
Hag e-barzh ar veilh-se
la la la
Hag e-barzh ar veilh-se e oa ur servijourez
E oa ur servijourez, gê!
E oa ur servijourez
Hag e c'houlenn ganin
la la la
Hag e c'houlenn ganin pelec'h 'n eus graet konesañs
Pelec'h on-oa konesañ, gê!
Pelec'h on-oa konesañs
E Naoned er marc'had
la la la
E Naoned er marc'had on-oa choajet ur walenn

## Covers en bewerkingen

### Covers
- Zaïg Monjarret
- Alan Stivell (1972 en 1992)
- Tri Yann (1972)
- Deep Forest (1992)
- Yann-Fañch Kemener & Didier Squiban (1995)
- Gérard Jaffrés (2003)
- Claire Pelletier (2003)
- Nolwenn Leroy (2011)
- Les Marines d'Iroise (2011)
- Santiano (2011)
- Dunkelschön (2011)
- Alexandrov Ensemble (2012)
- Faitissa (2014)

### Bewerkingen
- Et folk et menneske (Deense bewerking) - Lars Lilholt Band - 1979
- La Tribu de Dana - Manau - Hip-Hop - 1998
- Teen Aazaar Naavik - Olli & the Bollywood Orchestra - 2001
- Tri Martolod (Poolse vertaling) - Ryczace Shannon - Folkrock - 2005
- Inis Mona - Eluveitie - Keltische Folk Death Metal - 2008
- Tri Martolod (Hongaarse vertaling) - Arany Zoltan - Folkrock - 2009
- Tri Martolod (Russische vertaling) - Nachalo Veka - Folkrock - 2010
- Et folk et menneske (Deense interpretatie) - Lars Lilholt Band - 2011
- Once You Were My Lover (Engelse vertaling) - Méav Ní Mhaolchatha - Folk - 2013
- Celtos - Eluveitie - Keltische Folk Death Metal - 2014
- Travelling - Sefa - 2017
- Ogmios - Eluveitie - Keltische Folk Death Metal - 2017
- Flame Up High - Adaro - Hardstyle - 2018
- Tri Martolod - Dr. Peacock - 2020